# Herman Heijermans
Herman Heijermans pseud. Ivan Jelakovitsch, Samuel Falkland, Koos Habbema (ur. 3 grudnia 1864 w Rotterdamie, zm. 22 listopada 1924 w Zandvoort) – holenderski pisarz i publicysta.

## Życiorys
Po poniesieniu porażki w biznesie został dziennikarzem w Amsterdamie. Z przekonania był socjalistą. W swoich utworach analizował problemy społeczne i etyczne, zakłamaną moralność, fanatyzm religijny i uprzedzenia narodowościowe, zwłaszcza wobec Żydów. W 1894 napisał dramat Ahasverus, w 1898 (pod pseudonimem) powieść Kamertjeszonde (Drobny grzech), w której ostro skrytykował dominujące postawy seksualne, a w 1905 sztukę Allerzielen (Wszystkie dusze) poruszającą temat odrzucenia "kobiety upadłej". Gdy pracował w Berlinie, po raz pierwszy zdał sobie sprawę z potencjalnej wartości teatru, i po powrocie do Holandii założył własne przedsiębiorstwo teatralne. W 1900 napisał naturalistyczną sztukę Nadzieja (wyst. pol. 1902), a w 1917 sztukę De wijze kater (Mądry kocur). Poza tym pisał powieści - m.in. Miasto diamentów (1904, wyd. pol. 1908), satyryczne skecze i artykuły (wyd. pt. Schetsen... (Szkice) t. 1–19 1896-1915), w których realistycznie przedstawiał życie amsterdamskich rębaczy diamentów i domagał się poprawy warunków życia i pracy robotników.

## Twórczość dostępna w języku polskim
- Nadzieja. Dramat rybacki w 4 obrazach. Jan Kasprowicz (tłum.). Lwów: Księgarnia H. Altenberg, 1902, s. 167.
- Wnętrza (Służąca — Małżeństwo). Nowele. Adolf Strzelecki (tłum.). Warszawa: Wydawnictwo M. Arcta, 1905, s. 103.
- Ogniwa. Pogodne sceny z życia rodzinnego w czterech aktach. Władysław Prokesch (tłum.). Lwów — Złoczów: Księgarnia Wilhelma Zukernadla, [1906], s. 128.
- Podpalacz. Dramat w 1 akcie. Juliusz Tenner (tłum.). Lwów: "Wiek Nowy", 1908, s. 59. (wyd. 2, 1910, s. 80)
- Miasto dyamentów. Powieść. Bronisława Neufeldówna (tłum.). Warszawa: E. Nicz i S-ka, 1908, s. 143. (cz. II, 1908, s. 131)
- Ghetto. Dramat w 3 aktach. Andrzej Marek (tłum.). Lwów — Złoczów: Księgarnia Wilhelma Zukernadla, [1910], s. 94. (wyd. 2, po 1923, s. 94)
- Oczy. Powieść. Stefania Jerwiczowa (tłum.). Warszawa: Bibljoteka Dzieł Wyborowych, "Praca", 1927, s. 187.
- Ahaswer. Jeden akt. Czesław Kędzierski (tłum.). Lwów: Maniszewski i Kędzierski, 1905, s. 24.
- W przestrzeni. Humoreska z niedalekiej przyszłości. Zofia Wojnarowska (tłum.). Warszawa: Bibljoteka Dzieł Wyborowych, 1908, s. 142. (wyd. 2, 1909, s. 160)
- Amnestya. Epilog dramatyczny w jednym akcie. Andrzej Marek (tłum.). Warszawa – Kraków: Gebethner i Wolff, G. Gebethner, 1911, s. 17.
- Tajemnica wozu sypialnego. Olga Ziemilska (tłum.). Warszawa: "Rój", 1938, s. 209.